# Banqueroute (film)
Pour plus de détails, voir Fiche technique et Distribution.
Banqueroute est un film français réalisé par Antoine Desrosières, sorti en 2000.

## Synopsis
Nicolas Lanson, un jeune courtier en Bourse, vit à cent à l'heure. L'une de ses initiatives à haut risque provoque la faillite de sa banque. Sa tête est mise a prix, il doit fuir. Il rencontre Charlotte, enceinte d'un homme qui ne veut pas d'elle. Nicolas n'est pas du tout son genre mais elle décide de le séduire...

## Fiche technique
- Titre : Banqueroute
- Réalisation : Antoine Desrosières
- Scénario : Philippe Barassat, Gwennola Bothorel et Antoine Desrosières
- Photographie : Georges Lechaptois
- Son : Jean-Luc Audy, Jérôme Ayasse et Fred Bielle
- Musique : Dominique A
- Montage : Nicolas Le Du
- Production : Elison - Horizon Mars - La Vie est Belle - Les Films en hiver - Les Productions de l'Amour fou
- Pays d'origine :  France
- Durée : 75 minutes
- Date de sortie : France - 12 juillet 2000

## Distribution
- Mathieu Demy : Nicolas
- Gwennola Bothorel : Charlotte
- Zinedine Soualem : Mohamed
- Antoine Chappey : Julien Mc Enroe
- Howard Vernon : Georges
- Laurent Tuel : le visiteur
- Pascale Cardon : Isabelle
- Jonathan Reyes : Nicolas enfant
- July Henebelle : Natacha
- Margot Abascal : la prostituée
- Jérémie Elkaïm : le danseur
- Antoine Desrosières